# Eugenio Castellotti
Eugenio Castellotti, född 10 oktober 1930 i Lodi, död 14 mars 1957 i Modena, var en italiensk racerförare.

## Racingkarriär
Castellotti tävlade i formel 1 i mitten av 1950-talet för Lancia och Ferrari. Han tävlade även i sportvagnsracing och vann bland annat Mille Miglia och Sebring 12-timmars 1956. Castellotti omkom under en privat testkörning med Ferrari på Modena Autodrome 27 år gammal.

## F1-karriär
| Säsong | Stall/Tillverkare | Poäng | Placering |
| ------ | ----------------- | ----- | --------- |
| 1955   | Lancia Ferrari    | 6     | 3         |
| 1956   | Ferrari           | 7,5   | 6         |
| 1957   | Ferrari           | 0     | –         |

| 1. Monaco 1955 2. Frankrike 1956 | 1. Italien 1955 | 1. Belgien 1955 |